# Hoot and Holler Crossing
Hoot and Holler Crossing è una comunità non incorporata degli Stati Uniti d'America della contea di Wilbarger nello Stato del Texas.